# سراج آل سليم
سراج آل سليم (مواليد 10 شباط\فبراير 1996) هو رافع أثقال سعودي. فاز بالميدالية الفضية في فئة 61 كغم للرجال في بطولة آسيا لرفع الأثقال 2020 التي أقيمت في طشقند ، أوزبكستان.   مثل المملكة العربية السعودية في دورة الألعاب الأولمبية الصيفية 2020 في طوكيو باليابان. احتل المركز الخامس في سباق 61 كجم للرجال.
عام 2014، شارك في منافسات وزن 56 كغم للرجال في بطولة العالم لرفع الأثقال 2014 التي أقيمت في ألماتي، كازاخستان. كما شارك في بطولة العالم لرفع الأثقال لعام 2017 في أنهايم بالولايات المتحدة وبطولة العالم لرفع الأثقال لعام 2019 في باتايا بتايلاند. 
كما مثّل المملكة العربية السعودية في منافسات وزن 56 كغم رجال في دورة الألعاب الآسيوية 2018 التي أقيمت في جاكرتا بإندونيسيا. 

## روابط خارجية
- سراج آل سليم على موقع الاتحاد الدولي (الإنجليزية)
- سراج آل سليم على موقع IAT Database Weightlifting (الألمانية)
- سراج آل سليم على موقع أوليمبيديا (الإنجليزية)